# Letebrhan Haylay
Letebrhan Gebreselasie Haylay (29 oktober 1990) is een Ethiopische atlete, die gespecialiseerd in de lange afstand.
In 2013 won ze de halve marathon van Vadodara in 1:11.37. Op 19 april 2014 was ze de snelste vrouw bij de Paderborner Osterlauf. Haar finishtijd van 1:09.45 was tevens een persoonlijk record.
In 2015 werd ze derde bij de marathon van Praag in een persoonlijk record van 2:25.24. Haar eerste marathonoverwinning behaalde ze op 17 januari 2016 bij de marathon van Hong Kong met een finishtijd van 2:36.51. Later dat jaar won ze de Marathon Rotterdam.

## Persoonlijke records
| Onderdeel      | Prestatie | Datum            | Plaats    |
| -------------- | --------- | ---------------- | --------- |
| 15 km          | 49.59     | 17 november 2013 | Istanboel |
| halve marathon | 1:09.45   | 19 april 2014    | Paderborn |
| 25 km          | 1:25.40   | 3 mei 2015       | Praag     |
| 30 km          | 1:42.54   | 3 mei 2015       | Praag     |
| marathon       | 2:25.24   | 3 mei 2015       | Praag     |

## Palmares

### 5 km
- 2014:  Korschenbroicher Citylauf - 15.56,3

### 10 km
- 2014:  Orlen Warsaw - 32.53
- 2014:  Nocny Bieg Swietojanski in Gdynia - 33.38

### 15 km
- 2013:  Vodafone Istanbul - 49.59
- 2014:  Bieg Papieski in Karlino - 52.34

### halve marathon
- 2013:  halve marathon van Vadodara - 1:11.37
- 2014:  Paderborner Osterlauf - 1:09.45
- 2014:  halve marathon van Wroclaw - 1:11.42
- 2014:  halve marathon van Radom - 1:16.16
- 2014:  halve marathon van Rybnik - 1:22.13

### marathon
- 2015: 4e marathon van Hong Kong - 2:34.11
- 2015:  marathon van Praag - 2:25.24
- 2015:  marathon van Shanghai - 2:28.11
- 2016:  marathon van Hong Kong - 2:36.51
- 2016:  marathon van Rotterdam - 2:26.15